# ارين فرينش
ارين فرينش (بالإنجليزية: Warren French)‏ هو لاعب دارت نيوزيلندي، ولد في 26 مارس 1963 في نيوزيلندا.

## وصلات خارجية
- ارين فرينش على موقع DartsDatabase.co.uk (الإنجليزية)